# Medieninhaltsforschung
Die Medieninhaltsforschung ist ein Teilgebiet der Kommunikations- und Medienwissenschaft. Der Schwerpunkt der Medieninhaltsforschung liegt auf massenmedial verbreiteten, öffentlichen Medieninhalten, zu denen das gesamte Repertoire an Medienbotschaften gehört, das man in Zeitungen und Zeitschriften, Radio und Fernsehen, im Internet sowie in anderen Medien vorfindet. Es existiert also eine Vielzahl unterschiedlicher Medienbotschaften und Darbietungsformen.

## Ziele
Medieninhaltsforschung hat das Ziel, die Transformation der Realität in Medienrealität zu untersuchen, indem sie Medieninhalte analysiert. Zudem erforscht sie den Selektionsprozess beim Erstellen von Medieninhalten, versucht Schlussfolgerungen von den Medieninhalten auf deren Entstehungsbedingungen abzuleiten sowie Aussagen über die Wirkung von Medieninhalten auf den Rezipienten und/oder Kommunikator zu machen.
Heinz Bofandelli schreibt dazu in seinem Buch Medieninhaltsforschung: „In einer  publizistikwissenschaftlichen bzw. mediensoziologischen Perspektive wird gefragt: Welche Inhalte mit welcher Referenz zur Realität werden durch Medien transportiert?“

## Untersuchungen
Bei Untersuchungen der Medieninhaltsforschung spielen die Methoden der Inhaltsanalyse, aber auch die Textanalyse eine wesentliche Rolle. Unterschieden werden muss dabei zwischen (medien)soziologischer Sichtweise, die sich überwiegend auf die Strukturen der Medieninhalte konzentriert, und publizistikwissenschaftlicher Sichtweise, mit Bezug auf die formal-gestalterischen Aspekte der Medienbotschaften.
Beispiele für Inhaltliche Strukturen:
- Medienkultur und Wertewandel
- Kriminalität und Gewalt
- Umwelt, Wissenschaft, Technik und Risiken

Beispiele für formal-gestalterische Strukturen:
- Verständlichkeit und Redundanz
- Darstellungsformen und Format-Analysen
- Medienleistung

Gegenstand der Medieninhalts- oder auch Aussagenforschung sind somit zum einen die Inhalte der Medien selbst, aber auch die Art und Weise ihrer Vermittlung in je unterschiedlichen Darbietungsformen, wie journalistische Darstellungsformen, Genre oder auch Formaten.
Die Untersuchungen der Medieninhaltsforschung erstrecken sich von derzeitigen Hörfunk- und Fernsehprogrammen sowie Programmgeschichte in Hörfunk und Fernsehen, über Internet, Inhalte von Online-Auftritten klassischer Medien, bis hin zu Botschaften, die in Charts oder Newsgroups ausgetauscht sowie über E-Mails oder SMS ausgetauscht werden.